# Shadowy Men on a Shadowy Planet
Shadowy Men on a Shadowy Planet (с англ. — «Призрачные люди на призрачной планете») — канадская инструментальная рок-группа, удостоенная премии Джуно, образованная в 1984 году. Они наиболее известны по треку «Having an Average Weekend», альтернативная версия которого была использована в качестве темы для канадского 	скетч-шоу Таблетка радости. Хотя их обычно классифицируют как сёрф-рок-группу, они отвергли этот ярлык, выпустив трек под названием «We're Not a Fucking Surf Band», хотя позже они также выпустили сборник под названием Oh, I Guess We Were a Fucking Surf Band After All. Группа объединила панк (а-ля Dead Kennedys) и сёрф (а-ля The Ventures) звучание вместе, чтобы создать весьма оригинальный стиль, что привело к постоянному потоку EP/синглов, выпущенных в середине и конце 80-х.

## Дискография
Альбомы
- Dim the Lights, Chill the Ham (1991)
- Sport Fishin': The Lure of the Bait, The Luck of the Hook (1993)

Сборники
- Savvy Show Stoppers (1988 Glass Records [UK]; 1993 Cargo [North America])
- Oh, I Guess We Were A Fucking Surf Band After All... (2016 Yep Roc Records)

Мини-альбомы
- Love Without Words (1985)
- Wow Flutter Hiss '86 (1986)
- Schlagers! (1987)
- Live Record with Extra Bread and Cheese (1987)
- Explosion of Taste (1988)
- Reid Does Neil (1988)
- Music for Pets (1991)
- Tired of Waking Up Tired (1991 split single with Change of Heart)
- Just Married (1991)
- Dog & Squeegie (1992)
- Sport Fishin' Accessories (1993 promo-only CD single)
- Take Outs (1993)
- It's a Wonderful Record! (1994)

Саундтреки
- Double Happiness (1995)
- Kids in the Hall: Brain Candy (1996)